# Arnaud Beaupain
Arnaud Beaupain (12 augustus 1976) is een Belgische golfprofessional.

## Levensloop
Samen met Jordan Frenay en Anabelle Haxhe geeft hij les op Golf du Haras, na eerder gewerkt te hebben op de Royal Golf Club des Fagnes.  
In 1997 werd Beaupain clubkampioen, waarna hij de Belgian Masters mocht spelen, die hij vervolgens ook won. In 1999 werd hij golfprofessional. Later, in 2001, won hij de PGA 4-ball Trophy met Arnaud Langenaeken. 
Beaupain maakte in 2008 deel uit van het winnende team bij de Interland Holland - België, hij verloor van John Boerdonk en won van Johan Eerdmans. Het PGA of Europe International Team Championship (ITC) tussen teams van de Europese PGA's wordt altijd op Roda Golf & Beach Resort Hotel in Murcia gespeeld. Er wordt deelgenomen door 28 Europese teams en sinds 2007 ook enkele niet-Europese teams tot een maximum van 36 teams.
In 2007 bestond het Belgische team uit Beaupain, Matthieu De Lille en Frank Dhondt met de 23ste plaats als resultaat. Het jaar daarna bestond het team uit Beaupain, Gilles Monville en François Nicolas en werd het de achtste plaats. 